# Медресе Кукельдаш (Балх)
Медресе Кукельдаш — утраченное здание медресе в Балхе (Южный Туркестан; Афганистан), воздвигнутое в XVI веке при узбекском правителе Абдулла-хане II на средства его близкого сподвижника и всесильного эмира — Кулбаба кукельдаша.
Медресе являлось одним из четырёх среднеазиатских медресе известных «Кукельдашем». Это также одно из двух известных крупных медресе построенных Кулбаба кукельдашем в двух центральных городах Бухарского ханства: в Бухаре и в Балхе. Во время строительства медресе Балх являлся столицей Балхского ханства, правителем которого являлся наследник хана Бухарскогого ханства.

## История
Возникновение медресе Кукельдаш связано с именем Кулбаба кукельдаша — узбекского государственного деятеля и полководца, организатора строительства многих гражданских и ирригационных сооружений при правлении Абдулла-хана II. Кулбаба кукельдаш был образованным человеком своего времени, известен как поэт и покровитель искусства. Писал стихи под псевдонимом Мухиббий. Помимо медресе, он возвёл в Балхе также соборную мечеть и караван-сарай (рабат) около неё. Известно также о крупной балхской библиотеки Кулбаба кукельдаша.
Он выступал одним из основных донаторов строительства в двух центральных городах Бухарского ханства: в Бухаре и в Балхе. Являлся организатором строительства многих гражданских и ирригационных сооружений Зеравшанской долины.
Балхское медресе Кукельдаш упоминается в трудах среднеазиатских историков Махмуда ибн Вали и Хафиза Таныша Бухари. По ним известно, что Кулбаба кукельдаш возвёл его во внутреннем городе (кала-и дарун) в кухендизе Балха. Местоположение медресе не было установлено.